# Вульківська сільська рада (Лунинецький район)
Вульківська сільська́ ра́да (біл. Вулькаўскі сельсавет) — адміністративно-територіальна одиниця у складі Лунинецького району Берестейської області Білорусі. Адміністративний центр — село Вулька-2.

## Склад
Населені пункти, що підпорядковувалися сільській раді станом на 2009 рік:
| Населений пункт | Тип  | Населення, осіб (2009) |
| --------------- | ---- | ---------------------- |
| Бродниця        | село | 870                    |
| Вулька-2        | село | 906                    |
| Галий Бор       | село | 362                    |
| Добра Воля      | село | 21                     |
| Застенок        | село | 144                    |
| Красна Воля     | село | 806                    |
| Міжлісся        | село | 978                    |

## Населення
За переписом населення Білорусі 2009 року чисельність населення сільської ради становила 4087 осіб.

### Національність
Розподіл населення за рідною національністю за даними перепису 2009 року:
| Національність            | Осіб | Відсоток |
| ------------------------- | ---- | -------- |
| білоруси                  | 4043 | 98,92 %  |
| українці                  | 16   | 0,39 %   |
| росіяни                   | 12   | 0,29 %   |
| азербайджанці             | 9    | 0,22 %   |
| молдовани                 | 3    | 0,07 %   |
| національність не вказана | 2    | 0,05 %   |
| таджики                   | 1    | 0,02 %   |
| естонці                   | 1    | 0,02 %   |
| Разом                     | 4087 | 100 %    |